# Wenanty
Wenanty – imię męskie pochodzenia łacińskiego. Wywodzi się od słowa venans – „polujący”. Jego formą oboczną jest Wenancjusz.
Wenanty imieniny obchodzi 1 kwietnia, 5 sierpnia, 13 października i 14 grudnia.
Żeński odpowiednik: Wenancja
Osoby o imieniu Wenanty
- Wenanty (zm. 1055), biskup kruszwicki
- Wenanty Burdziński (1864-1928), polski przyrodnik, dyrektor kijowskiego i warszawskiego ogrodu zoologicznego.
- Wenanty Fuhl (ur. 1960) , polski piłkarz
- Wenanty Katarzyniec (1889-1921), polski franciszkanin, Sługa Boży Kościoła katolickiego
- Wenanty Lityński (zm. 1936),  inżynier agronom, podporucznik kawalerii Wojska Polskiego, działacz samorządowy i społeczny
- Wenanty Zubert (1935-2015), polski duchowny katolicki, franciszkanin, profesor nauk prawnych
- Wenanty z Celano (zm. 1861), włoski kapłan, franciszkanin
- Wenanty Nosul (ur. 1949), polski aktor i reżyser urodzony na Białorusi